# Vaneau (stanice metra v Paříži)
Vaneau je nepřestupní stanice pařížského metra na lince 10 na hranicích 6. a 7. obvodu v Paříži. Nachází se pod ulicí Rue de Sèvres poblíž křižovatky s Rue Vaneau.

## Historie
Stanice byla otevřena 30. prosince 1923 jako součást prvního úseku linky 10 mezi stanicemi Invalides a Croix-Rouge (ta byla v roce 1939 uzavřena). Dnes je většina tohoto úseku součástí linky 13.

## Název
Jméno stanice je odvozeno od názvu nedaleké ulice Rue Vaneau, která nese jméno jednoho ze členů École Polytechnique, který padl během Červencové revoluce v roce 1830.

## Vstupy
Jediný vchod do stanice je součástí budovy č. 42bis na ulici Rue de Sèvres.